# Zinka Zorko
Zinka (Terezija) Zorko (ur. 24 lutego 1936 w Spodnjej Kapli, zm. 22 marca 2019 w Selnicy ob Dravi) – słoweńska językoznawczyni. Jej zainteresowania naukowe były skoncentrowane wokół dialektologii słoweńskiej.

## Życiorys
Ukończyła studia z zakresu słowenistyki i rusycystyki na Wydziale Filozoficznym Uniwersytetu Lublańskiego. Doktoryzowała się w 1986 r. na podstawie rozprawy Koroški govori Dravskega obmejnega hribovja od Ojstrice do Duha na Ostrem vrhu.
W 1961 r. została zatrudniona na Uniwersytecie Mariborskim. W 1996 r. objęła stanowisko profesora zwyczajnego historii i dialektologii języka słoweńskiego. W latach 1986–1996 prowadziła wykłady na Uniwersytecie Lublańskim.
W 2003 r. została członkiem nadzwyczajnym Słoweńskiej Akademii Nauki i Sztuki, a w 2009 r. – członkiem zwyczajnym tejże akademii. W 2013 r. otrzymała nagrodę Zaisa za całokształt dorobku.